# (4982) Bartini
(4982) Bartini es un asteroide perteneciente al cinturón de asteroides, descubierto el 14 de agosto de 1977 por Nikolái Stepánovich Chernyj desde el Observatorio Astrofísico de Crimea (República de Crimea).

## Designación y nombre
Designado provisionalmente como 1977 PE1. Fue nombrado Bartini en honor al ingeniero italiano Robert Lyudvigovich Bartini que vivió y trabajó en la Unión Soviética. Fue diseñador de varios aviones, también fue conocido por su investigación en aerodinámica, física teórica y cosmología.

## Características orbitales
Bartini está situado a una distancia media del Sol de 2,780 ua, pudiendo alejarse hasta 3,281 ua y acercarse hasta 2,280 ua. Su excentricidad es 0,179 y la inclinación orbital 4,623 grados. Emplea 1693 días en completar una órbita alrededor del Sol.

## Características físicas
La magnitud absoluta de Bartini es 13,1. Tiene 7,975 km de diámetro y su albedo se estima en 0,175. Está asignado al tipo espectral A según la clasificación SMASSII.